# Jean Guillaume Audinet-Serville
Jean Guillaume Audinet-Serville (París, 11 de noviembre de 1775 – La Ferté-sous-Jouarre, 27 de marzo de 1858) fue un entomólogo francés. Autor de varias descripciones originales de especies, se le conoce también por su notable aporte como enciclopedista de la Encyclopédie méthodique.

## Biografía
Sus padres fueron Jean Christophe Audinet y Catherine Brunet. Su padre era hijo del un comerciante  Jean Claude Audinet, que había sido proveedor de la corte, de modo que con este contacto, Jean Christophe llegó a ser secretario de un príncipe y hacer fortuna. Su padre era un hombre de letras, muy culto y bien situado en los círculos intelectuales. No venía de cuna noble, pero cambió su nombre a «Jean Christophe Audinet de Serville», para lograr una integración más conveniente en la sociedad de su época. De su matrimonio con Catherine Brunet nacieron cuatro hijos, Jean-Guillaume fue el mayor y el único hombre.
No lo enviaron a la escuela, porque el niño no podía separarse de su madre, de modo que la educación transcurrió en casa y con un fuerte énfasis en la literatura. Esta educación con amplios grados de libertad y complementada con enseñanzas de maestros se vio interrumpida con el estallido de la revolución en 1789. Jean-Guillaume tenía apenas 14 años, de modo que no alcanzó a profundizar, por ejemplo, en el estudio de los idiomas griego y latín, cuestión que más tarde lamentaría en su vida como científico.
Su padre salió al exilio, completamente arruinado, pero se las arregló para que su hijo regresara pronto. A Jean Christophe ya no le convenía su nombre adoptado y lo volvió a cambiar, ahora por el apellido doble «Audinet-Serville», intentando pasar desapercibido para los revolucionarios. Jean-Guillaume, con arreglos organizados por su padre, regresó como empleado de una tienda de carbón que dependía del Ministerio de Guerra. Poco después, Jean-Guillaume comenzó a frecuentar el Salón de Madame Grostete-Tigny, autora de libros famosos de la época en diversos temas de ciencias naturales, que recibía y congregaba en su salón a los autores más relevantes de química, astronomía y también entomología. Madame Grostete-Tigny publicaba bajo el nombre de su marido Martin, quien además era el director del negocio del carbón.
Audinet-Serville descubrió e hizo sus primeras descripciones de Lepidoptera e Hymenoptera en este contexto.
Su padre murió en 1805 y Jean-Guillaume se casó en 1809 con Marie Louise Pierrette Delavaquerie. La pareja tuvo tres hijos, pero Marie Louise falleció muy pronto, en 1818.

## Aportaciones como entomólogo y enciclopedista
Tras la pérdida de su esposa Jean Guillaume se dedicó de manera exclusiva a la entomología. A solicitud de Latreille continuó el trabajo que Palisot de Beauvois había comenzado en 1805 quedando inconcluso tras su deseso. La obra se publicó en 1819.
A comienzos de la década de 1820, inició su colaboración con la Encyclopédie méthodique, dando continuidad a la obra ya iniciada treinta años antes por Guillaume Antoine Olivier en conjunto con Amédée Louis Michel Lepeletier. El décimo volumen de la Encyclopédie méthodique, que se publicó en 1825, es el resultado de este trabajo.
En la década de 1830, hizo importantes aportes a las ciencias naturales en Francia. Escribió una monografía sobre el género Pirata, realizó una revisión metodológica del orden Orthoptera y continuó trabajando en su nueva clasificación de los escarabajos de cuernos largos.
En 1833 fue nombrado presidente de la Sociedad Entomológica de Francia. Murió de manera apacible en Jouy-sur-Morin (Cantón de La Ferté-Gaucher) a los 82 años.

## Obras
- (1819-26) Histoire naturelle. Entomologie (junto a otros autores, colaboración en la Encyclopédie méthodique)
- (1839) Histoire naturelle des insectes. Orthoptères (obra en 2 volúmenes).
- (1843) Histoire naturelle des insectes. Hémiptères.